# Dümmer-Museum

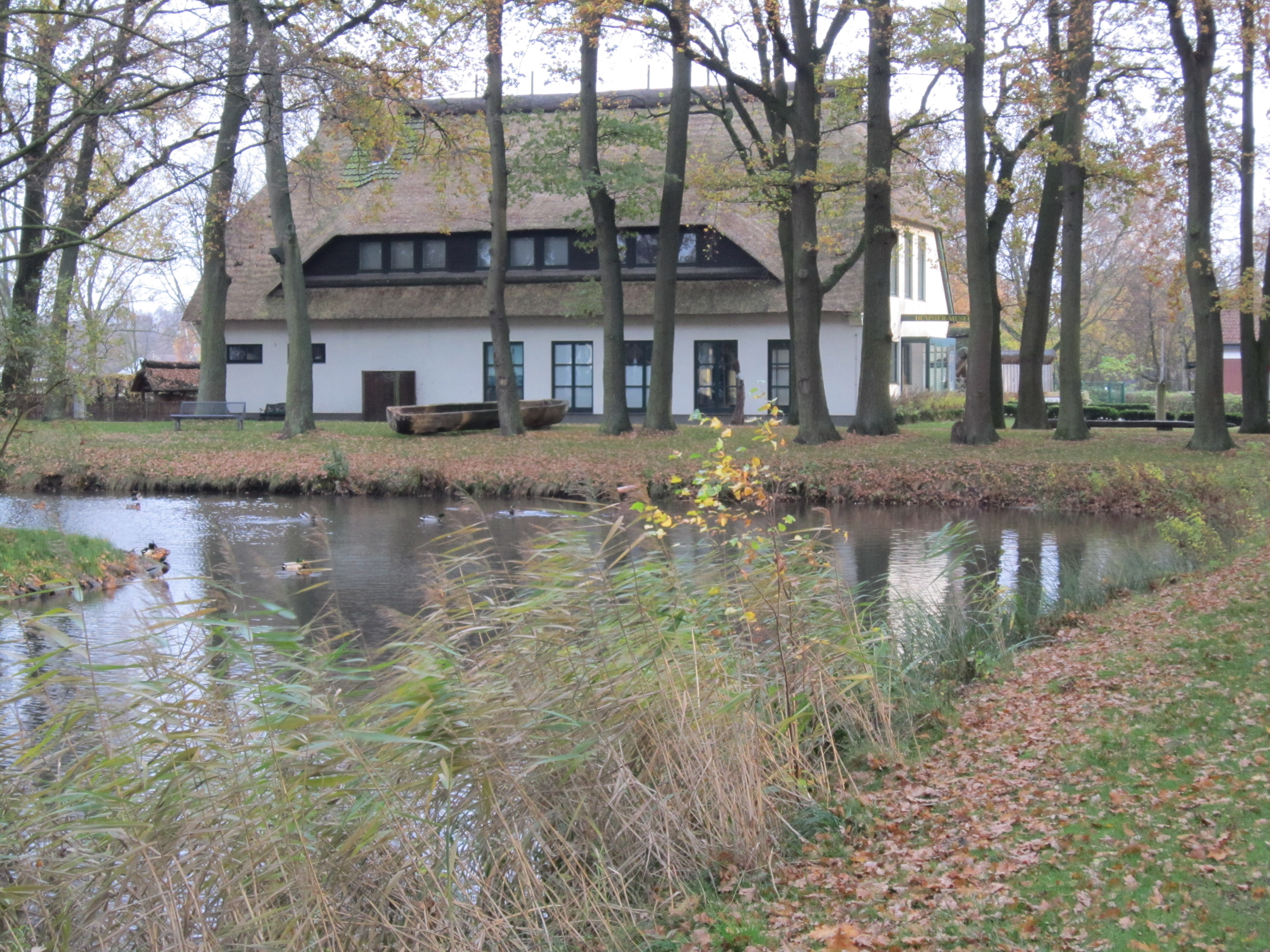
Dümmer-Museum Lembruch

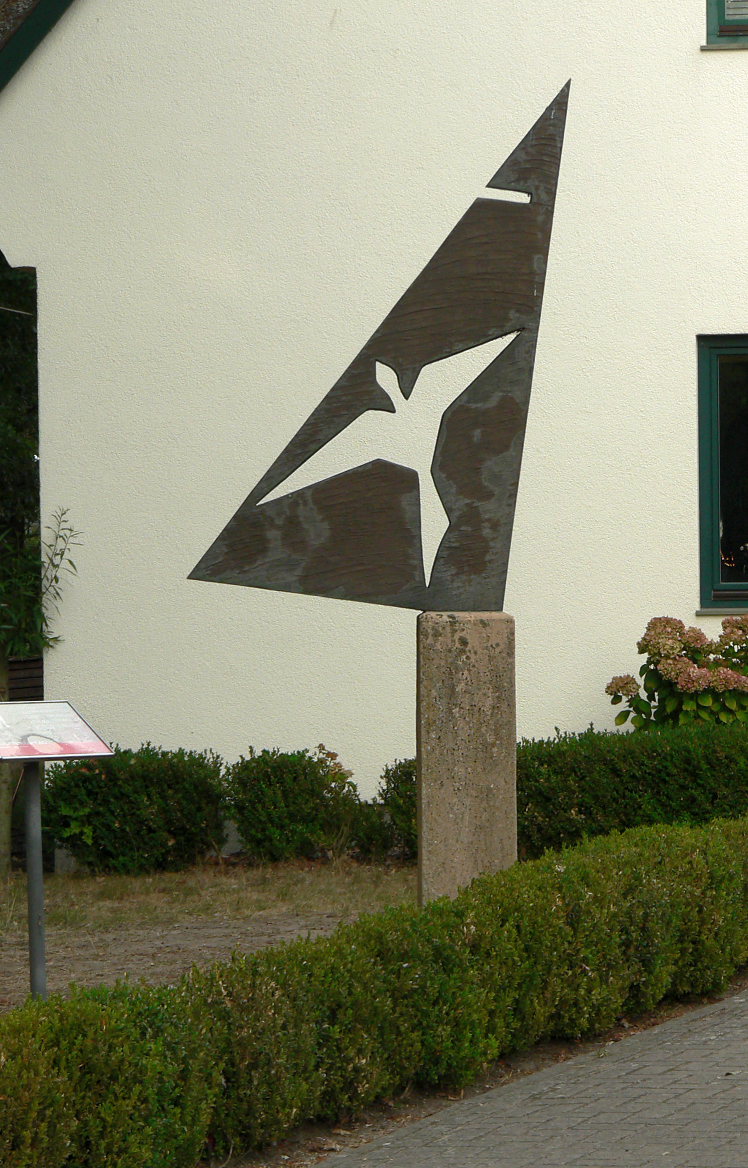
Steinskulptur „Segel“ von Inka Uzoma vor dem Dümmer-Museum

Dümmer-Museum ist der Name eines Museums der Natur- und Kulturgeschichte des Dümmers in Lembruch im niedersächsischen Landkreis Diepholz. Es ist Teil des Kreismuseums Syke, dessen Träger der Landkreis Diepholz ist. Das Museum wurde 1968 eröffnet.
Das Dümmer-Museum beherbergt auf zwei Ebenen eine Ausstellung mit multimedialen und interaktiven Elementen. Es verfügt über ein Großaquarium mit den heimischen Fischarten. Es präsentiert zudem Exponate zur besonderen Tier- und Pflanzenwelt sowie Erläuterungen zur Entstehung des Dümmers und der Dümmerregion. Neben der Dauerausstellung sind im Museumsgebäude regelmäßig auch Sonderausstellungen zu besichtigen. Schwerpunkte der Dauerausstellung sind die Abteilungen „Aus Urlandschaft und Kulturlandschaft“, „Naturvielfalt und Naturschutz“ sowie „Steinzeit zum Anfassen“.
In das Museum ist eine „Forschungsstation Leben im Wasser“ integriert, in der Interessierte selbstständig Untersuchungen vornehmen können. Die Deutsche UNESCO-Kommission hat 2014 die Forschungsstation als Projekt der UN-Dekade „Bildung für nachhaltige Entwicklung“ ausgezeichnet. Sie vermittelt der UNESCO zufolge Kindern und Erwachsenen nachhaltiges Denken und Handeln.
Das Dümmer-Museum gehört zu den vom Niedersächsischen Kultusministerium anerkannten außerschulischen Lernstandorten in einer Bildung für nachhaltige Entwicklung (BNE) in Niedersachsen.
Neben dem Dümmer-Museum in Lembruch gehören die Naturschutzstation Dümmer in Marl, die Dümmer Vogelschau in Dümmerlohausen und der Naturraum Dümmerniederung e.V. mit dem Schäferhof an der Hunte zum „Dümmer-Kleeblatt“. Im Mittelpunkt der Arbeit der vier Einrichtungen stehen die Naturkunde, die Vogelkunde und die Kulturlandwirtschaftsgeschichte.
Vor dem Dümmer-Museum endet der Skulpturenpfad „Die Sicht“, der beim Schloss Diepholz beginnt. An ihm führt ein zweiter Skulpturenpfad mit dem Namen „SEE SICHT“ vorbei.